# Miconia skeaniana
Miconia skeaniana är en tvåhjärtbladig växtart som beskrevs av Walter Stephen Judd. Miconia skeaniana ingår i släktet Miconia och familjen Melastomataceae.
Artens utbredningsområde är Kuba. Inga underarter finns listade i Catalogue of Life.